# Mike Gebhardt
Michael William "Gebi" Gebhardt (Columbus, 25 de novembro de 1965) é um velejador estadunidense, medalhista olímpico.

## Carreira
Mike Gebhardt representou seu país nos Jogos Olímpicos de 1988 a  2000, na qual conquistou medalha de prata na classes mistral em 1992, e bronze em 1988. 